# Сандлер, Филипп
Филипп Сандлер (нидерл. Philippe Sandler; 10 февраля 1997 года, Амстердам, Нидерланды) — нидерландский футболист, защитник клуба НЕК.

## Клубная карьера
Сандлер является воспитанником академии «Аякса». Летом 2016 года он подписал контракт с нидерландским клубом ПЕК Зволле. 13 августа 2016 года дебютировал в Эредивизи в поединке против роттердамской «Спарты», выйдя на замену на 67-й минуте вместо Райана Томаса.
В январе 2018 года было объявлено, что Сандлер летом присоединится к английскому клубу «Манчестер Сити» за сумму от 2.5 до 3 миллионов €. Трансфер состоялся 31 июля. Сандлер выбрал футболку под номером 34 в честь бывшего одноклубника по «Аяксу» Абдельхака Нури, который завершил карьеру из-за потери сознание и получения повреждение мозга во время товарищеского матча.
В «Сити» Сандлер дебютировал 6 января 2019 года, выйдя на замену, в матче Кубка Англии против «Ротерем Юнайтеда» (7:0).
Сезон 2019/20 провёл в аренде в бельгийском «Андерлехте», которым руководил бывший игрок «Манчестер Сити», Венсан Компани.
В сезоне 2020/21 Сандлер перенес операцию на лодыжке, из-за которой он почти на весь сезон не входил в состав первой команды «Сити». Но он смог сыграть в некоторых из последних игр Академии в сезоне.
31 августа 2021 года на правах аренды перешёл во французский клуб «Труа».
1 февраля 2022 года перешёл в роттердамский «Фейеноорд», подписав с клубом контракт до конца сезона.
11 августа 2022 года подписал трёхлетний контракт с НЕК.

## Международная карьера
Сандлер выступал за молодёжную сборную Нидерландов (до 20 лет). Он имеет право играть за Нидерланды, ЮАР и США, поскольку родился в Амстердаме от отца из Южной Африки и матери из Америки.

## Статистика
| Клуб               | Сезон      | Лига         | Лига  | Лига | Кубок | Кубок | Кубок лиги | Кубок лиги | Другое | Другое | Итог  | Итог |
| Клуб               | Сезон      | Дивизион     | Матчи | Голы | Матчи | Голы  | Матчи      | Голы       | Матчи  | Голы   | Матчи | Голы |
| ------------------ | ---------- | ------------ | ----- | ---- | ----- | ----- | ---------- | ---------- | ------ | ------ | ----- | ---- |
| ПЕК Зволле         | 2016/17    | Эредивизи    | 7     | 0    | 0     | 0     | —          | —          | 0      | 0      | 7     | 0    |
| ПЕК Зволле         | 2017/18    | Эредивизи    | 23    | 0    | 3     | 1     | —          | —          | 0      | 0      | 26    | 1    |
| ПЕК Зволле         | Итог       | Итог         | 30    | 0    | 3     | 1     | 0          | 0          | 0      | 0      | 33    | 1    |
| Манчестер Сити     | 2018/19    | Премьер-лига | 0     | 0    | 1     | 0     | 1          | 0          | 0      | 0      | 2     | 0    |
| Манчестер Сити     | 2019/20    | Премьер-лига | 0     | 0    | 0     | 0     | 0          | 0          | 0      | 0      | 0     | 0    |
| Манчестер Сити     | 2020/21    | Премьер-лига | 0     | 0    | 0     | 0     | 0          | 0          | 0      | 0      | 0     | 0    |
| Манчестер Сити     | Итог       | Итог         | 0     | 0    | 1     | 0     | 1          | 0          | 0      | 0      | 2     | 0    |
| Андерлехт (аренда) | 2019/20    | Про-лига     | 9     | 0    | 2     | 0     | 0          | 0          | —      | —      | 11    | 0    |
| Общий итог         | Общий итог | Общий итог   | 39    | 0    | 6     | 1     | 1          | 0          | 0      | 0      | 46    | 1    |